# Francisco Wellington Barbosa de Lisboa
Francisco Wellington Barbosa de Lisboa (Senador Pompeu, Ceará, Brasil; 19 de enero de 1995), conocido como Robinho, es un futbolista brasileño. Juega de extremo y su equipo actual es el Botafogo-SP del Campeonato Brasileño de Serie B.

## Trayectoria

### Brasil
Robinho comenzó su carrera en 2014 en el Itapipoca del Campeonato Cearense. Jugó 9 encuentros y anotó un gol con el club. Llamó la atención del Ceará de la Série B, club que fichó al jugador en 2014. Durante su etapa en el club, pasó a préstamo al Confiança Esporte Clube, Novo Hamburgo, y el Cuiabá, aunque entremedio sumó partidos con su club. En 2018, el Ceará logró el ascenso a la Série A, primera división de Brasil, y Robinho jugó 2 encuentros en esta categoría antes de ser enviado a préstamo al Santa Cruz de la Série C.
En total, el delantero jugó 119 encuentros y anotó 14 goles en todas las competiciones en su etapa en Brasil.

### Columbus Crew
Fichó oficialmente por el Columbus Crew de la MLS el 18 de enero de 2019. Robinho jugó 17 encuentros para el club en su primera temporada.

### Orlando City
El 11 de julio de 2019 fue intercambiado al Orlando City por 50 000 $. Debutó en Orlando el 18 de julio en el empate 1-1 frente al Portland Timbers.

## Estadísticas
Actualizado al último partido disputado el 1 de marzo de 2020.
| Itapipoca · Brasil | Reg.          | 2014          | 0  | 0 | 0  | 0 | - | - | 9  | 1 | 9   | 1  |
| Itapipoca · Brasil | Total club    | Total club    | 0  | 0 | 0  | 0 | 0 | 0 | 9  | 1 | 9   | 1  |
| Ceará · Brasil | 2.ª           | 2014          | 5  | 0 | 3  | 0 | - | - | 2  | 0 | 10  | 0  |
| Ceará · Brasil | 2.ª           | 2015          | 6  | 0 | 4  | 0 | - | - | 9  | 0 | 19  | 0  |
| Ceará · Brasil | 2.ª           | 2016          | 5  | 0 | 1  | 0 | - | - | 0  | 0 | 6   | 0  |
| Ceará · Brasil | 2.ª           | 2017          | 1  | 0 | 1  | 0 | - | - | 0  | 0 | 2   | 0  |
| Ceará · Brasil | 1.ª           | 2018          | 2  | 0 | 0  | 0 | - | - | 0  | 0 | 2   | 0  |
| Ceará · Brasil | Total club    | Total club    | 19 | 0 | 9  | 0 | 0 | 0 | 11 | 0 | 39  | 0  |
| Confiança · Brasil | 3.ª           | 2015          | 10 | 3 | 0  | 0 | - | - | 0  | 0 | 10  | 3  |
| Confiança · Brasil | Total club    | Total club    | 10 | 3 | 0  | 0 | 0 | 0 | 0  | 0 | 10  | 3  |
| Novo Hamburgo · Brasil | Reg.          | 2016          | 0  | 0 | 0  | 0 | - | - | 13 | 2 | 13  | 2  |
| Novo Hamburgo · Brasil | Total club    | Total club    | 0  | 0 | 0  | 0 | 0 | 0 | 13 | 2 | 13  | 2  |
| Cuiabá · Brasil | 3.ª           | 2017          | 8  | 0 | 0  | 0 | - | - | 0  | 0 | 8   | 0  |
| Cuiabá · Brasil | Total club    | Total club    | 8  | 0 | 0  | 0 | 0 | 0 | 0  | 0 | 8   | 0  |
| Santa Cruz · Brasil | 3.ª           | 2018          | 18 | 4 | 1  | 0 | - | - | 19 | 4 | 38  | 5  |
| Santa Cruz · Brasil | Total club    | Total club    | 18 | 4 | 1  | 0 | 0 | 0 | 19 | 4 | 38  | 5  |
| Columbus Crew Estados Unidos | 1.ª           | 2019          | 19 | 0 | 2  | 0 | - | - | 0  | 0 | 21  | 0  |
| Columbus Crew Estados Unidos | Total club    | Total club    | 19 | 0 | 2  | 0 | 0 | 0 | 0  | 0 | 21  | 0  |
| Orlando City Estados Unidos | 1.ª           | 2019          | 6  | 0 | -  | - | - | - | 0  | 0 | 6   | 0  |
| Orlando City Estados Unidos | 1.ª           | 2020          | 1  | 0 | 0  | 0 | - | - | 0  | 0 | 1   | 0  |
| Orlando City Estados Unidos | Total club    | Total club    | 7  | 0 | 0  | 0 | 0 | 0 | 0  | 0 | 7   | 0  |
| Total carrera | Total carrera | Total carrera | 81 | 7 | 12 | 0 | 0 | 0 | 52 | 7 | 145 | 14 |
| (1) Incluye datos de la Copa de Brasil, la Copa Verde y la US Open Cup (2) Incluye datos del Campeonato Cearense, la Liga do Nordeste, el Campeonato Gaucho y el Campeonato Pernambucano |               |               |    |   |    |   |   |   |    |   |     |    |